# لی جونگ میونگ
لی جونگ میونگ (Lee Jung-myung) نویسنده اهل کره جنوبی است. نویسنده محبوب داستان‌های تاریخی، کتاب‌هایش میلیون‌ها نسخه در کشور زادگاهش فروخته شده‌است. چندین کتاب او در مینی سریال‌های موفق تلویزیونی اقتباس شده‌اند، به عنوان مثال درخت ریشه عمیق (۲۰۰۶) و نقاش باد (۲۰۰۷). کتاب‌های دیگر عبارتند از : انجیل قاتل، پسری که از بهشت فرار کرد. آخرین رمان نامبرده توسط چی یونگ کیم ترجمه شد و نامزد جایزه داستان خارجی مستقل شد. این کتاب از تجربیات واقعی زندگی شاعر الهام گرفته شده‌است. کتاب او La guardia, il poeta e l'investigatore در میان شش کتاب نهایی Premio Bancarella در سال ۲۰۱۷ انتخاب شده‌است